# Levasseur PL 10
Le Levasseur PL 10 est un avion de reconnaissance aéroporté, développé par Pierre Levasseur à la fin des années 1920,. 

## Développement
Le Levasseur PL 10 est un biplan conventionnel, dans la lignée des conceptions contemporaines de Levasseur pour la marine française.
L’avion est conçu pour pouvoir amerrir, avec un fuselage étanche en forme de bateau, de petits flotteurs sous les ailes ainsi qu’un train d’atterrissage pouvant être largué en vol afin d’améliorer les chances d’un amerrissage réussi.
Le PL 10 a été radicalement amélioré dans sa version PL 107, comme bombardier-torpilleur en 1937. Cette version possédait un cockpit fermé entre le fuselage et l’aile haute, remontant de fait le fuselage entre les ailes. Pour compenser ce changement, l’aile inférieure et le train d’atterrissage sont changés. Deux prototypes ont été construits et rejetés par l’Aéronavale. Levasseur fait ensuite une dernière tentative d’amélioration, avec le PL 108, très semblable au PL 107, dont un prototype vole en septembre 1939, sans intéresser l’aéronavale.

### Variantes

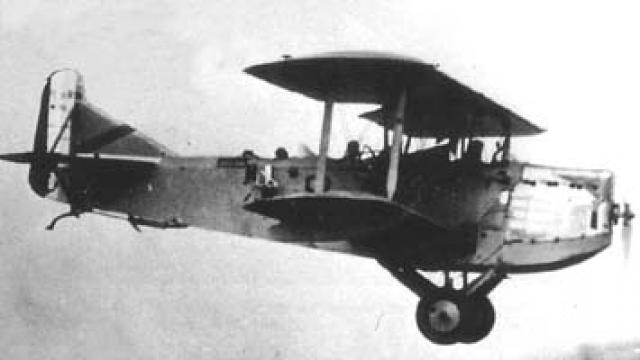
Levasseur PL 10 en vol.

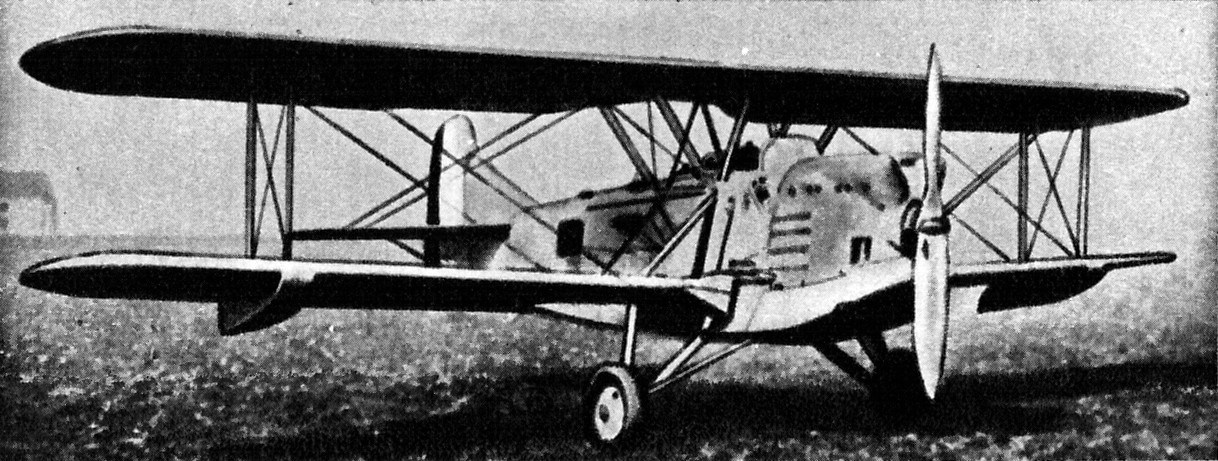
Levasseur PL 101

- PL 10 — Version originale avec le moteur Hispano-Suiza 12Lb (30 construits).
- PL 101 — Version améliorée avec un train d’atterrissage plus large et une légère inclinaison arrière des ailes (30 construits).
- Pl 107 – Version bombardier torpilleur avec un cockpit fermé, une nouvelle aile inférieure, un nouveau train d’atterrissage et un moteur Gnome-Rhône 9Kfr (2 construits).
- Pl 108 — Semblable au PL 107, avec le moteur Hispano-Suiza Vbrs.

## Utilisation
30 exemplaires du PL 10 ont été achetés par l’Aéronavale française, entrant en service à bord du Béarn en 1931, sous la désignation R3b. En 1935 ils ont été remplacés par 30 nouveaux exemplaires d’une variantes améliorées PL 101.